# بندر بوسان
بندر بوسان (انگلیسی: Port of Busan) بزرگترین بندر در کره جنوبی است که در شهر بوسان در کره جنوبی واقع شده است.

## شهر های خواهر خوانده
ایران،بندرعباس